# Santiago Zoochila (kommun)
Santiago Zoochila är en kommun i Mexiko.   Den ligger i delstaten Oaxaca, i den sydöstra delen av landet, 400 km sydost om huvudstaden Mexico City.
Följande samhällen finns i Santiago Zoochila:
- Santiago Zoochila